# Gianni Ortelli
Gianni Ortelli (New York, 6 novembre 1901 – ...) è stato un cestista italiano.
Ha giocato per molte stagioni nella Comense con il fratello Gigi: insieme erano i due giocatori più rappresentativi della società lombarda.

## Carriera
È stato tra i pionieri della nazionale maschile, con cui ha giocato la prima partita in assoluto della sua storia sportiva, il 4 aprile 1926. A causa della sua partenza per l'America nel 1927 la Comense abbandonò l'attività nel campo maschile.

## Statistiche

### Cronologia presenze e reti in Nazionale
| Cronologia completa delle presenze e dei punti in Nazionale - Italia | Cronologia completa delle presenze e dei punti in Nazionale - Italia | Cronologia completa delle presenze e dei punti in Nazionale - Italia | Cronologia completa delle presenze e dei punti in Nazionale - Italia | Cronologia completa delle presenze e dei punti in Nazionale - Italia | Cronologia completa delle presenze e dei punti in Nazionale - Italia | Cronologia completa delle presenze e dei punti in Nazionale - Italia | Cronologia completa delle presenze e dei punti in Nazionale - Italia |
| Data                                                                 | Città                                                                | In casa                                                              | Risultato                                                            | Ospiti                                                               | Competizione                                                         | Punti                                                                | Note                                                                 |
| -------------------------------------------------------------------- | -------------------------------------------------------------------- | -------------------------------------------------------------------- | -------------------------------------------------------------------- | -------------------------------------------------------------------- | -------------------------------------------------------------------- | -------------------------------------------------------------------- | -------------------------------------------------------------------- |
| 04/04/1926                                                           | Milano                                                               | Italia                                                               | 23 - 17                                                              | Francia                                                              | Amichevole                                                           | 0                                                                    | [ 2 ]                                                                |
| Totale                                                               |                                                                      | Presenze                                                             | 1                                                                    |                                                                      | Punti                                                                | 0                                                                    |                                                                      |